# Су-2
Су-2 (ББ-1) — радянський бомбардувальник часів німецько-радянської війни конструкції П. О. Сухого. Від інших радянських літаків цього класу відрізнявся передовою технологією виготовлення та гарним оглядом з кабіни. Остання риса дала змогу успішно використовувати машину як корегувальника артилерії у другій половині війни.

## Розробка
У 1936 в СРСР був оголошений конкурс на розробку багатоцільового літака «Іва́нов». Ініціатором його проведення був Сталін, який мав замінити застарілі біплани Р-5. Кодова назва, присвоєна новій машині, відповідала телеграфній адресі генсека; інші вважали, що назва свідчила про масовість випуску майбутніх літаків — «їх слід побудувати стільки, скільки людей у нас в країні носить прізвище Іванов». Новий літак мав бути багатофункціональним — використовуватись в ролі штурмовика, легкого бомбардувальника, швидкісного розвідника і навіть винищувача супроводу.
В конкурсі взяли участь всі основні конструкторські бюро, зокрема ДКБ Сухого, яке запропонувало варіант суцільнометалевого двомісного низькоплана. Умовами конкурсу було передбачено використання двигуна водяного охолодження М-62, і перші два прототипа СЗ-1 і СЗ-2 були оснащені саме ним. 25 серпня 1937 Михайло Громов вперше підняв у повітря СЗ-1, в грудні в повітря піднявся і другий прототип. На третьому прототипі СЗ-3 було встановлено двигун М-88Б потужністю в 1000 к.с., який значно покращив характеристики літака. Саме третій прототип було вибрано для серійного виробництва. Серійні літаки позначались ББ-1 (з грудня 1940 року — Су-2) і відрізнялись змішаною дерев'яно-металевою конструкцією.
Серійне виробництво почалось в 1940 на заводі № 135 в Харкові, де до 1942 року було виготовлено 785 літаків (пару десятків останніх виготовляли вже після евакуації заводу в Молотов). Окрім харківського заводу невеликі серії Су-2 виготовляв московський завод № 207 (92 літаки) і таганрозький завод № 31 (20 літаків). Виробництво Су-2 було припинено на початку 1942.

## Конструкція
Су-2 — вільнонесучий одномоторний однокільовий низькоплан змішаної конструкції.
- Фюзеляж типу монокок — складався з 20 шпангоутів, пов'язаних між собою чотирма лонжеронами і декількома стрингерами, зашитими фанерною обшивкою — «шкаралупою». Перші 19 шпангоутів — суцільнодерев'яні, 20-й складався з верхньої фанерної та нижньої дюралевої частин. Обшивка фюзеляжу виконувалася з березового шпону товщиною 0,5 мм, яку виклеювали на спеціальній формі, що повторювала фюзеляж. Шпон клеївся під кутом 45° до осі літака. Стик центроплану крила і фюзеляжу закривався залізом.
- Кабіна льотчика закривалася опуклим обтічним козирком з оргскла та високим зсувним ліхтарем, що забезпечував круговий огляд на всі боки. За косим заднім зрізом ліхтаря кабіни льотчика закріплювався обтічник турелі штурмана, який складався з нерухомо закріпленої і відкидної частини. Обидві кабіни опалювалися.
- Каркас центроплана крила складався з двох лонжеронів, шести нервюр і двох поздовжніх стінок. Каркас кожної консолі включав два лонжерони, 17 нервюр, задню стінку, стрингери та додаткову балку в кулеметному відсіку. Обшивка і практично всі силові елементи крила дюралеві. Для спрощення монтажу паливних баків на нижній поверхні кожної консолі робився великий люк, що закривався кришкою у вигляді панелі.
- Механізація крила складалася з посадкових щитків та елеронів. Дюралеві щитки розташовувалися як на консолях, так і на центроплані частини крила (в щитках під фюзеляжем були вікна для огляду вниз з кабіни штурмана). Елерони мали дюралевий каркас і полотняну обшивку, забезпечувалися ваговими компенсаторами. На лівому елероні кріпився керований тример.
- Кіль складався з дюралевого каркаса і фанерної обшивки. Кермо напряму руху оснащувалось керованим тримером.
- Стабілізатор суцільно дюралевий. Стики між оперенням і фюзеляжем прикриті зализані металом. Кермо висоти складалось з металевих силових елементів, в носовій частині обшивалося дюралю і повністю обтягувалося полотном. Мало вагову компенсацію і по тримеру на кожній половині.
- Керування літаком подвійне змішане.
- Шасі з хвостовим колесом, забиралося за допомогою електрогідравлічного приводу: головні опори — назустріч один одному в фюзеляж, хвостова — назад в хвостовий кок.
- Силова установка — дворядний зіркоподібний 14-циліндровий мотор М-88 (М-88Б) повітряного охолодження номінальною потужністю у землі 950 к. с. Гвинт — трилопатевий, змінюваного в польоті кроку, ВІШ-23 діаметром 3,25 м. Капот двигуна мав зовнішню, внутрішню частини і спідницю. Зовнішня складалася з трьох знімних кришок. Спідниця ділилася на 2 бічних і нижній сектори. У правому секторі мався виріз під вихлопний патрубок. Зверху за капотами між лонжеронами закріплювалася знімна панель для підходу до фюзеляжного паливного бака.
- Стрілецьке озброєння — 5 кулемета ШКАС калібру 7,62 мм. Чотири нерухомо закріплювалися в консолях поза зоною метання гвинта. П'ятим була укомплектована МВ-5 — екранована турель штурмана.
- Бомбове озброєння розміщувалося в бомбовому відсіку (Калібр 8-100 кг, сумарно не більше 400 кг) і на зовнішніх бомботримачах (бомби по 100 і 250 кг). Нормальне навантаження 400 кг, максимальне — 600 кг.
- Як засіб зв'язку використовувалася радіостанція РСБ «Двіна», розміщена в кабіні штурмана.

## Основні модифікації
- Су-2 М-87 — оснащувався двигуном М-87Б потужністю 950 к.с. Являв собою передсерійний випуск (~6 екз.)
- Су-2 М-88 — оснащувався двигуном М-88 або М-88Б потужністю 1100 к.с. (більше 800 екз.)
- Су-2 М-82 — оснащувався двигуном М-82 потужністю 1400 к.с. Додана нижня люкова установка з одним 7,62-мм кулеметом ШКАС (58 екз.)

## Бойове застосування

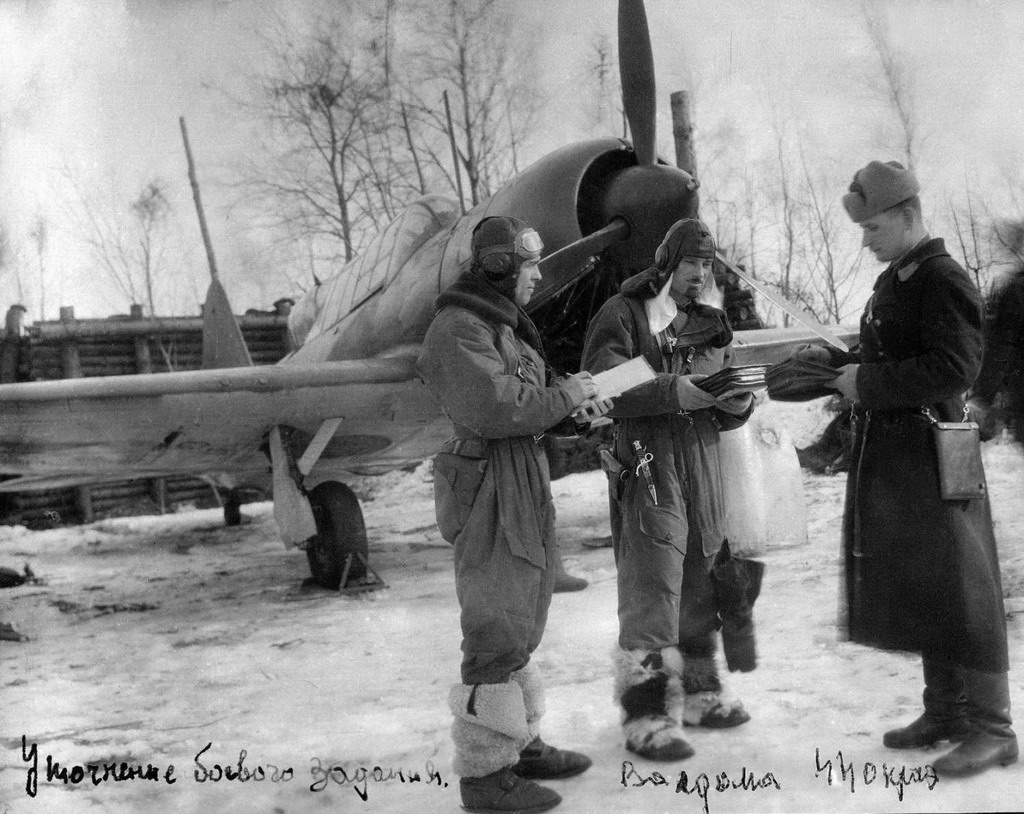
Су-2 на прифронтовому аеродромі

Першим Су-2 отримав 135-й БАП розміщений в Харкові. До 22 червня 1941 в ВПС РСЧА тільки він був повністю оснащений цими літаками, ще сім авіаполків були недоукомплектовані. Першими в бойових діях взяли участь полки розташовані поблизу Одеси — 200-й і 211-й. Вечором 22 червня вони бомбили переправи через Прут. На Західному фронті діяли 97-й і 43-й БАП, які вступили в бій 24 червня, але до 7 липня втратили всі свої літаки і були відведені. В кінці червня до цього фронту було перекинуто 103-й і 135-й полки з-під Харкова, літаки яких підтримували радянський контрнаступ під Жлобином, в ході якого вдалось тимчасово відбити місто. На Південно-західному фронті було два полки з Су-2 — 226-й і 227-й, але їх екіпажі ще не завершили освоювання літака і тому в бій їх було послано тільки 28 червня, коли вони намагались зупинити просування 1-ї танкової групи.
До серпня 1941 року кількість Су-2 на фронті суттєво зменшилась через втрати, але екіпажі вцілілих літаків отримали необхідний досвід, зокрема в нічних польотах, і відносні втрати почали падати. Зокрема 30 серпня 14 Су-2 з 227-го БАП змогли непомітно, прикриваючись хмарами, долетіти до аеродрому біля Білої Церкви і пошкодити 10 Bf-109. Також в серпні на фронт прибув новостворений 289-й БАП, основною задачею якого стало знищення переправ через Дніпро.
На початку осені на Північно-західному фронті було 6 полків з Су-2, загалом 116 літаків (77 боєготових), що при загальній кількості ВПС в 474 літаки робило їх наймасовішим типом авіації. Не зважаючи на обережну тактику використання — малими групами з винищувальним прикриттям, втрати були серйозними і до 25 листопада в складі ВПС фронту було 93 Су-2, з яких тільки 37 боєздатних.
Зробивши в 1941 приблизно 5000 вильотів на Су-2, радянські ВПС втратили в бою і зниклими безвісти загалом 222 цих літаків, ще близько 200 літаків довелось списати через пошкодження, тобто, одна втрата припадала на 22,5 вильоти. При цьому середні бойові безповоротні втрати інших радянських бомбардувальників у 1941-му становили 1 літак на 14 вильотів, тобто були приблизно в 1,6 рази більшими. У частинах, що мали на озброєнні одночасно Пе-2 і Су-2, також відзначалися значно менші втрати останніх, незважаючи на формально кращі ТТХ машин Петлякова: в підсумковому зведенні 66-ї авіадивізії за 1941 рік бойові втрати Пе-2 визначаються в 1 втрату на 32 вильоти, а в Су-2 на 1 втрату припадав 71 виліт.
До весни 1942 року більшість частин, які мали Су-2 було переозброєно на Іл-2, і останньою операцією з порівняно широким використанням Су-2, була Харківська операція в травні 1942 року. В ній взяли участь п'ять полків з Су-2, але через недоукомплектовування це було тільки 40 літаків. На початку Сталінградської битви вже було залучено тільки три полки Су-2, а до осені 1942 року на цілому фронті залишилось тільки два полки — 288-й на Південному фронті і 52-й під Сталінградом. Кількість боєздатних Су-2 в останньому часто зменшувалась до 2-4 літаків, при цьому за кожним було закріплено декілька екіпажів. Через порівняно погану погоду і відсутність великої кількості літаків, Су-2 використовувались для «вільного полювання» — одиничні літаки, маскуючись за хмарами, хаотично бомбили колони техніки, поїзди і аеродроми.
Останнім полком, який воював на Су-2 став 650-й НБАП, який отримав літаки в серпні 1943 року. В вересні він успішно діяв над Кубанню, пізніше підтримував Керченсько-Ельтигенську операцію, а останні Су-2 були виключені з його складу в січні 1944 року. 
Ефективне застосування літаків подібної конструкції було можливим при повному пануванні своїх ВПС в повітрі. Літаки призначалися для масового нанесення бомбових ударів по наземним цілям, що було можливо на початку війни з боку сторони, яка нападає. В оборонній війні без панування в повітрі Су-2 був значно менш ефективним, хоча втрати їх в бою були співрозмірні до втрат інших літаків подібного класу.

## Технічні характеристики
Дані з Су-2 М-82 № 15116 серійний, квітень 1942, Ударная авиация Второй Мировой — штурмовики, бомбардировщики, торпедоносцы 
|                           |                           | Су-2 М-88Б | Су-2 М-82           |
| ------------------------- | ------------------------- | ---------- | ------------------- |
| Довжина                   | Довжина                   | 10,25 м    | 10,46 м             |
| Висота                    | Висота                    | 3,94 м     | 3,94 м              |
| Розмах крил               | Розмах крил               | 14,3 м     | 14,3 м              |
| Площа крил                | Площа крил                | 29,0 м²    | 29,0 м²             |
| Маса                      | пустого                   | 2790 кг    | 3273 кг             |
| Маса                      | спорядженого              | 4375 кг    | 4700 кг             |
| Двигун                    | Двигун                    | М-88Б      | М-82                |
| Потужність                | Потужність                | 1100 к. с. | 1400 к. с.          |
| Максимальна швидкість     | на висоті                 | 455 км/год | 486 км/год (5850 м) |
| Максимальна швидкість     | біля землі                |            | 430 км/год          |
| Дальність польоту         | Дальність польоту         | 890 км     | 910 км              |
| Практична стеля           | Практична стеля           | 8900 м     | 8400 м              |
| Час набору висоти 5000 м. | Час набору висоти 5000 м. | 12,6 хв    | 9,8 хв              |
| Довжина розбігу           | Довжина розбігу           |            | 380 м               |
| Довжина пробігу           | Довжина пробігу           |            | 290 м               |

### Озброєння
- Стрілецьке озброєння:
  - курсове — 4 × 7,62-мм кулемети ШКАС (по 3400 патронів)
  - захисне — 1 × 7,62-мм кулемет ШКАС в кабіні штурмана, пізніше доданий ще один в нижній люкові установці (по 1500 патронів)
- Бомбове навантаження:
  - стандартне — 400 кг
  - максимальне — 600 кг
- Підвісне озброєння:
  - 8 некерованих ракет РС-82 або РС-132[8]

## Цікаві факти
- Саме Су-2 (зі складу 211 БАП) виявився першим літаком на рахунку майбутнього радянського аса і маршала авіації О. І. Покришкіна — він збив його (помилково) в перший день війни, 22 червня 1941[9][2]

- На Су-2 був здійснений єдиний відомий випадок повітряного тарана, вчиненого жінкою, — 12 вересня 1941 р. льотчиця К.Зеленко на своєму Су-2 збила тараном один німецький винищувач Me-109 (другий Me-109 підбив її літак, який вона намагалася після тарану приземлити, льотчиця при цьому загинула).[10]

- Павло Сухий особисто розпорядився про спорудження повнорозмірного металевого макета Су-2 за оригінальними кресленнями для установки в музейній експозиції «Оборона Сталінграда» у місті Волгограді. У 2010 році цей макет був відреставрований фахівцями компанії «Сухой».[11]

## Подальші розробки
- Су-4
- ШБ

## Документальний фільм
- Документальний фільм «Бомбардувальник Су-2». Союзкиножурнал, выпуск № 100 от 14 октября 1941 года (рос.)